# Sambade
Sambade é uma povoação portuguesa sede da Freguesia de Sambade do Município de Alfândega da Fé, freguesia com 31,49 km² de área e 374 habitantes (censo de 2021), e, por isso, uma densidade populacional de 11,9 hab./km².
A aldeia de Sambade é a maior aldeia do Município de Alfândega da Fé.[carece de fontes?]

## Toponímia
O topónimo da freguesia pensa-se estar relacionado com uma figura religiosa que aqui viveu. Sambade derivaria de Sambadi, do baixo-latim [Villa] Sambadi ou seja quinta do Padre Sambade, tornado célebre no século VIII, nas Astúrias, pela eloquência com que refutou a heresia dos monotelistas, tal como aponta Viterbo no seu Elucidário, no artigo Bieco, sendo então originário de "São Bade", outro nome de Beato, sendo um nome com origens germânicas. 
Alternativamente, alguns crêem que Sambade deriva de uma contracção de Sanctus Amatus, "Santo Amato".
Outras teorias propoem que o topónimo Sambade originará sim no árabe:
- De Soeima, que se reteve na localidade vizinha, e que proviria do antroponímico moçárabe Soleima, que viria do árabe Soleiman (que por sua vez viria do aramaico š'lêmōn, que viria do grego helenístico Solomṓn, que originou no hebreu clássico šĕlōmōʰ, antroponímico derivado de shalom, em português "paz").[7][8][9]
- Teoriza-se também que virá do árabe sindibad (que por sua vez vem do persa sanbâd - "envia vento").[7][8][9]
- Adalberto Alves defende que virá, à semelhança dos sítios Sambada, em Estói e Sambado, na Sertã, e outras localidades homónimas, do árabe ṣamad, que significa "duradouro", "eterno", um dos epítetos divinos de Alá.[fonte confiável?]

## História e Economia
Outrora, Sambade foi uma das maiores abadias das terras transmontanas, sendo esta do padroado real.
Foi um importante centro de produção de lã, de linho e de seda, sendo essa então a sua principal riqueza. Aliás, a aldeia era conhecida como terra de cardadores, ofício ao qual se dedicavam muitos dos habitantes. 
Ainda hoje, a pastorícia e a agricultura são as principais atividades económicas, destacando-se a produção de castanha.

## Geografia
A aldeia de Sambade está situada na encosta sul da Serra de Bornes.
Faz fronteira a norte com Soeima e Bornes (Macedo de Cavaleiros), a este com Agrobom, a sul com Alfândega da Fé e Vales, e a oeste com Vilares da Vilariça e Burga (Macedo de Cavaleiros).
A Barragem de Sambade, na Ribeira do Fonte do Atalho, abastece parte dos municípios de Vila Flor e Alfândega da Fé.

## Demografia
A população registada nos censos foi:
| Distribuição da População por Grupos Etários | Distribuição da População por Grupos Etários | Distribuição da População por Grupos Etários | Distribuição da População por Grupos Etários | Distribuição da População por Grupos Etários |
| -------------------------------------------- | -------------------------------------------- | -------------------------------------------- | -------------------------------------------- | -------------------------------------------- |
| Ano                                          | 0-14 Anos                                    | 15-24 Anos                                   | 25-64 Anos                                   | > 65 Anos                                    |
| 2001                                         | 52                                           | 70                                           | 279                                          | 204                                          |
| 2011                                         | 28                                           | 32                                           | 203                                          | 212                                          |
| 2021                                         | 18                                           | 13                                           | 139                                          | 204                                          |

## Localidades
A freguesia engloba três aldeias:
- Covelas
- Sambade
- Vila Nova

## Património
- Igreja de Nossa Senhora da Assunção (Sambade) ou Igreja Matriz de Sambade